# Þór/KA
Þór/KA – kobieca sekcja piłki nożnej islandzkiego klubów sportowych Þór i KA, mający siedzibę w mieście Akureyri, na północy kraju, występujący w latach 1993, 1995–1997, 2000–2004 i od sezonu 2006 w rozgrywkach Besta deild. 

## Historia
Chronologia nazw:
- 1982: Íþróttafélagið Þór Akureyri
- 1993: Íþróttabandalag Akureyrar (ÍBA) - po fuzji Íþróttafélagið Þór Akureyri i Knattspyrnufélag Akureyrar
- 1999: Þór/KA
- 2001: Þór/KA/KS - po fuzji z Knattspyrnufélag Siglufjarðar
- 2005: Þór/KA - po wyjściu z fuzji Knattspyrnufélag Siglufjarðar

Kobieca drużyna piłkarska Þór/KA została założona w Akureyri w 1999 roku jako sekcja klubów sportowych Þór i KA. Wcześniej od 1982 Þór oraz KA występowali w rozgrywkach ogólnokrajowych. Þór w 1983 wygrał grupę B 2. deild, a potem w finale pokonał 4:2 Höttur i otrzymał promocję do 1. deild, w której grał do 1992, za wyjątkiem 1988, kiedy zaliczył spadek do 2. deild. W 1992 klub zajął 7.miejsce i spadł do drugiej dywizji.
KA w sezonie 1983 był trzecim w grupie B 2. deild, ale w związku z rozszerzeniem 1. deild awansował do pierwszej dywizji. Ale klub nie utrzymał się na najwyższym poziomie i po roku spadł z powrotem do 2. deild. W 1986 roku wygrał grupę A 2. deild i po rocznej przerwie wrócił do 1. deild. W 1991 ponownie spadł do drugiej dywizji. W 1992 klub najpierw wygrał grupę A 2. deild, a potem zajął pierwsze miejsce w turnieju finałowym i zdobył awans do drugiej dywizji.
W celu wzmocnienia zespołu z Akureyri zdecydowano o fuzji dwóch klubów. Połączona drużyna o nazwie ÍBA (Klub Sportowy Akureyri) w następnym 1993 startowała w rozgrywkach 1. deild, zajmując ostatnie 7.miejsce i spadła do drugiej dywizji. W następnym 1994 zespół zajął pierwsze miejsce w grupie A, a potem wygrał turniej finałowy i wrócił do pierwszej dywizji, która zmieniła nazwę na Úrvalsdeild. W 1997 zajął ostatnią ósmą pozycję i znów spadł do 1. deild (D2). W 1999 klub zmienił nazwę na Þór/KA i otrzymał promocję do Úrvalsdeild. W 2001 roku Knattspyrnufélag Siglufjarðar (KS) dołączył do partnerstwa, w związku z czym klub nosił nazwę Þór/KA/KS do czasu opuszczenia go przez KS po sezonie 2005. Po czterech sezonach w 2004 zespół znów spadł do 1. deild. Po roku wrócił do najlepszej dywizji. Następnie od 2006 roku klub brał udział we wszystkich kolejnych edycjach najwyższej serii mistrzostw Islandii w piłce nożnej kobiet. W sezonie 2010 roku zajął drugie miejsce, dzięki czemu w sezonie 2011/12 drużyna wzięła udział w Pucharze UEFA Kobiet. W 2012 po raz pierwszy zdobyła tytuł mistrza, następnie wygrywając mistrzostwo w roku 2017. 
Dwukrotnie drużyna została finalistą pucharu swego kraju.

## Barwy klubowe, strój, herb, hymn
|  |  |

Klub ma barwy biało-czerwone. Piłkarki domowe spotkania zazwyczaj grają w czarnych koszulkach, czarnych spodenkach oraz czarnych getrach.

## Sukcesy

### Trofea międzynarodowe
| \| \| Zdobyte trofea w rozgrywkach międzynarodowych (stan na: 31-05-2023) \| |                                                                     |      |                  |
| Rozgrywki                                                                    | Osiągnięcie                                                         | Razy | Sezon(y)         |
| · Liga Mistrzyń UEFA                                                         | zdobywca                                                            | 0    |                  |
| · Liga Mistrzyń UEFA                                                         | finalista                                                           | 0    |                  |
| · Liga Mistrzyń UEFA                                                         | 1/16 finału                                                         | 2    | 2011/12, 2017/18 |
| FIFA                                                                         | Zdobyte trofea w rozgrywkach międzynarodowych (stan na: 31-05-2023) |      |                  |

### Trofea krajowe
| \| \| Zdobyte trofea w rozgrywkach Islandii (stan na: 31-12-2023) \| |                                                             |      |                                  |
| Rozgrywki                                                            | Osiągnięcie                                                 | Razy | Sezon(y)                         |
| Mistrzostwo                                                          | I miejsce                                                   | 2    | 2012, 2017                       |
| Mistrzostwo                                                          | II miejsce                                                  | 3    | 1984*, 2010, 2018                |
| Mistrzostwo                                                          | III miejsce                                                 | 2    | 2009, 2014                       |
| Puchar                                                               | zdobywca                                                    | 3    | 2012, 2014, 2015                 |
| Puchar                                                               | finalista                                                   | 4    | 1993, 2010, 2017, 2018           |
| Superpuchar                                                          | zdobywca                                                    | 2    | 2013, 2018                       |
| Superpuchar                                                          | finalista                                                   | 2    | 2011, 2019                       |
| Puchar Ligi                                                          | zdobywca                                                    | 2    | 2009, 2018                       |
| Puchar Ligi                                                          | finalista                                                   | 1    | 2023                             |
| II liga                                                              | I miejsce                                                   | 3    | 1983*, 1994, 1999                |
| II liga                                                              | II miejsce                                                  | 4    | 1982 (B)*, 1988*, 1998 (B), 2005 |
| II liga                                                              | III miejsce                                                 | 0    |                                  |
| Islandia                                                             | Zdobyte trofea w rozgrywkach Islandii (stan na: 31-12-2023) |      |                                  |

## Poszczególne sezony

### Rozgrywki międzynarodowe

#### Europejskie puchary
Klub 2 razy uczestniczył w rozgrywkach europejskich.

### Rozgrywki krajowe
| \| Islandia \| Bilans występów klubu w rozgrywkach piłkarskich Islandii (Stan na 31 grudnia 2023 r.) \| \| |                                                                                       |        |       |   |   |   |    |    |     |                                                     |        |        |      |
| Poziom | Rozgrywki                                                                             | Sezony | Mecze | Z | R | P | B+ | B– | Pkt | Lata                                                | Awanse | Spadki | Naj. |
| I | 1. deild / Úrvalsdeild / Besta deild                                                  | 35     |       |   |   |   |    |    |     | 1984–1987, 1989–1993, 1995–1997, 2000–2004, od 2006 | 0      | 4      | 1    |
| II | 2. deild / 1. deild                                                                   | 7      |       |   |   |   |    |    |     | 1982–1983, 1988, 1994, 1998–1999, 2005              | 5      | 0      | 1    |
| III | 2. deild                                                                              | 0      |       |   |   |   |    |    |     |                                                     |        |        |      |
| | Puchar Islandii                                                                       | 35     |       |   |   |   |    |    |     | 1989–2000, od 2001                                  | 0      | 0      | 2    |
| | Puchar Ligi Islandzkiej                                                               | 25     |       |   |   |   |    |    |     | 1996–1997, 2000–2004, od 2006                       | 0      | 0      | 1    |
| | Superpuchar Islandii                                                                  | 4      |       |   |   |   |    |    |     | 2011, 2013, 2018, 2019                              | 0      | 0      | 1    |
| Islandia                                                                                                   | Bilans występów klubu w rozgrywkach piłkarskich Islandii (Stan na 31 grudnia 2023 r.) |        |       |   |   |   |    |    |     |                                                     |        |        |      |

## Piłkarki, trenerzy, prezydenci i właściciele klubu

### Trenerzy
...
- 2020–2021:  Andri Hjörvar Albertsson
- 01.01.2022–12.10.2022:  Perry John James Mclachlan i  Jón Stefán Jónsson
- od 12.10.2022:  Jóhann Kristinn Gunnarsson

## Struktura klubu

### Stadion
Drużyna rozgrywa swoje mecze domowe w Akureyri na stadionie Þórsvöllur, który może pomieścić 2.984 widzów (984 miejsc siedzących).

## Kibice i rywalizacja z innymi klubami

### Derby
- Valur